# Aeroportul Frans Sales Lega
Aeroportul Frans Sales Lega (IATA: RTG, ICAO: WATG) este un aeroport din Indonezia ce deservește zona Ruteng⁠(d).
aeroportul dispune de o singură pistă.